# Lobito
Lobito je grad i luka u Angoli, u provinciji Benguela. Leži na obali Atlantskog oceana, 35 km sjeverno od provincijskog središta Benguele. Osnovan je 1905. kao luka na kraju pruge od granice s današnjom DR Kongo (Caminho de Ferro de Benguela). Teško pogođen prekidom željezničkog prijevoza tijekom Angolskog građanskog rata, u 21. stoljeću Lobito polako vraća svoj nekadašnji značaj. Glavne su djelatnosti ribarstvo, turizam i promet.
Godine 1983. Lobito je imao 150.000 stanovnika.